# Crampo
I crampi sono dolori muscolari improvvisi e violenti causati dalla contrazione involontaria di uno o più muscoli.
Il crampo può essere definito anche come uno stato di affaticamento che può trarre origine da uno squilibrio idro-elettrolitico o da un deficit energetico che influenza la stabilità della membrana del moto neurone alfa. Uno stato di fatica acuta determina un'alterazione del turnover del calcio, ponendo la membrana del motoneurone in un nuovo livello di equilibrio in corrispondenza di un potenziale ben più elevato di quello di riposo.
I crampi notturni alle gambe sono contrazioni involontarie di uno o più muscoli delle gambe che avvengono durante il sonno. Sono più frequenti con l'avanzare dell'età, ma possono colpire chiunque essendo dovuti alla sovrapproduzione di acido lattico delle fibre muscolari.

## Cause
I crampi sono causati principalmente da una insufficiente ossigenazione del muscolo, dal freddo, da carenza di sali minerali quali: potassio, calcio, magnesio e sodio, da traumi fisici, oppure in conseguenza di uno sforzo prolungato o improvviso.
I crampi possono manifestarsi anche per malattie neurodegenerative o come raro effetto collaterale dell'utilizzo di sostanze chimiche o farmaci come per esempio gli agonisti beta-2 (salmeterolo e salbutamolo) usati per il trattamento dell'asma.
Durante il crampo la membrana della fibra muscolare conduce dei potenziali d'azione a frequenze altissime in assenza di stimoli nervosi. Questo fenomeno sembra essere causato da una variazione della permeabilità di membrana, a sua volta probabilmente legata a modificazioni della concentrazione ionica dei liquidi tissutali. La sudorazione per esempio può provocare disidratazione e perdita di sali minerali e ciò può portare all'insorgenza del crampo muscolare. Variazioni locali del pH possono avere lo stesso effetto. II ruolo dell'acido lattico nel produrre il crampo rimane invece incerto. Di fatto i crampi possono insorgere indipendentemente dall'esercizio fisico, come conseguenza di un danno fisico o chimico a carico del sarcolemma, di stimoli irritativi sul motoneurone o dell'azione di diversi farmaci.

## Sintomi
Si presenta come un'improvvisa, forte contrazione involontaria e dolorosa del muscolo colpito. La contrazione e il dolore  si estinguono spontaneamente in alcuni secondi. In certi casi la contrazione dei muscoli è così forte che, anche dopo il rilassamento, il dolore persiste per alcuni giorni.

## Terapia
Può essere utile compiere allungamenti del muscolo colpito, reintegrare i liquidi e i sali minerali persi ed eseguire impacchi caldi sulla zona interessata. Il metodo più efficace e veloce nel risolvere un episodio di crampi a un muscolo consiste nel contrarre il muscolo antagonista a quello colpito.

## Prevenzione
Reintegrare i liquidi e i sali minerali durante uno sforzo prolungato, fare regolarmente attività fisica e stretching e ridurre l'apporto di grassi nella propria dieta.